# HD 18339
HD 18339，又名BD+38 599，SAO 56036、HR 876，是一颗恒星，视星等为6.04，位于銀經148.45，銀緯-17.9，其B1900.0坐标为赤經2h 51m 41.8s，赤緯+38° -17.9′ 47″。